# Певъю (посёлок)
Певъю — посёлок в Усть-Вымском районе Республики Коми России. Входит в состав сельского поселения Вежайка.

## География
Расположен в месте впадения реки Певъю в Чуб в 13 км к северо-западу от города Микунь. Находится при железнодорожной линии Микунь — Кослан и в 2 км от автодороги 87К-005 Айкино — Кослан.

## История
Посёлок появился при строительстве железной дороги. В селении жили семьи тех, кто обслуживал инфраструктуру.

## Население
| 2010 |
| ---- |
| 2    |

Согласно результатам переписи 2002 года, в национальной структуре населения русские составляли 57 %, украинцы 27 % из 26 чел.

## Инфраструктура
Путевое хозяйство. Действует железнодорожная станция Певъю.